# Gieten (metaalkunde)

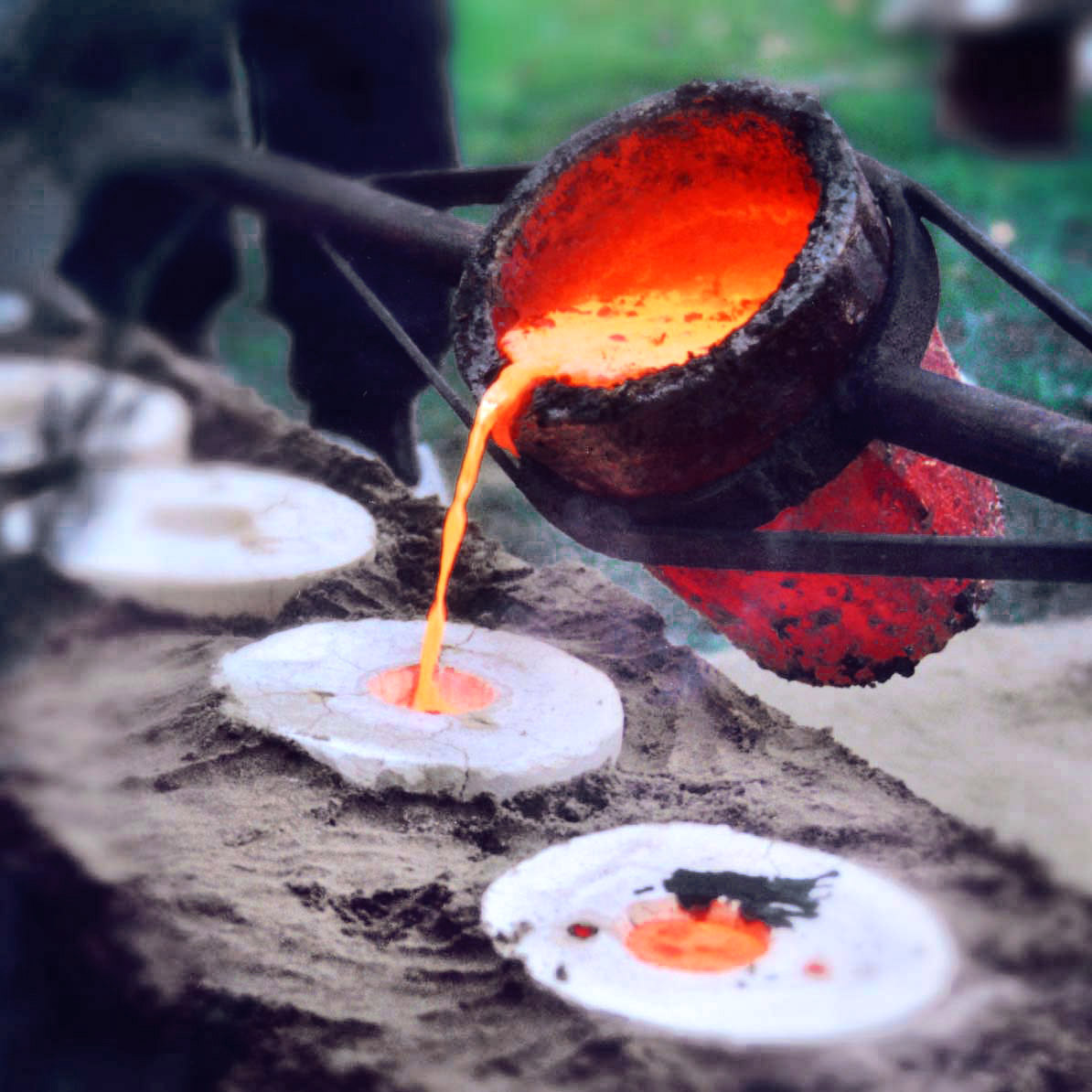
Bronssmelt van 1200 °C wordt vanuit een smeltkroes in de lege, drooggestookte gietvorm gegoten

Standaard interne gietstructuur van een gietstuk

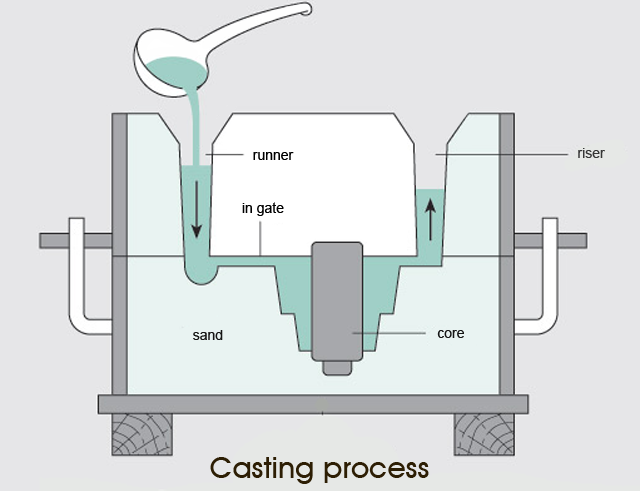
Gietproces

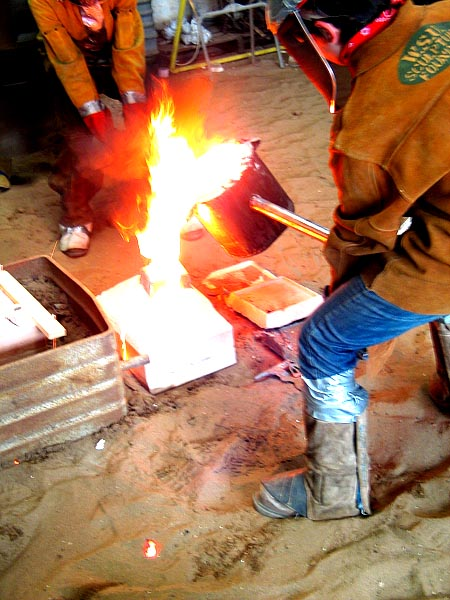
Het gieten van ijzer

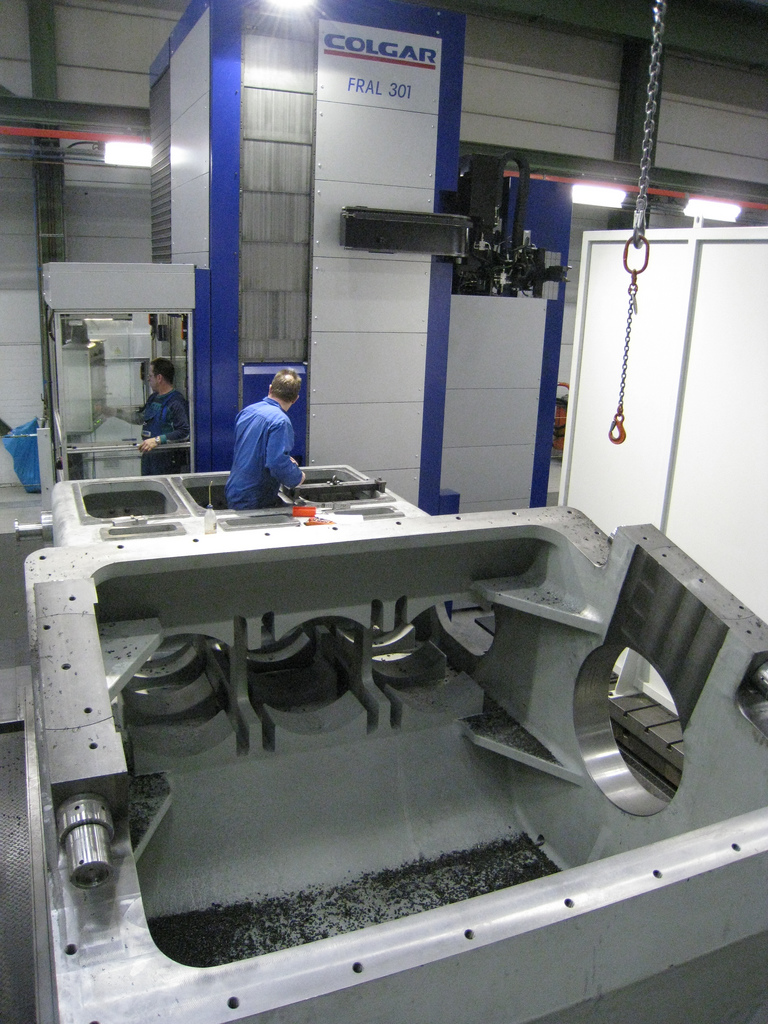
Het verspanend bewerken van een gietstuk: een behuizing van een grote membraanpomp

Het discontinue gietproces van de coquilles

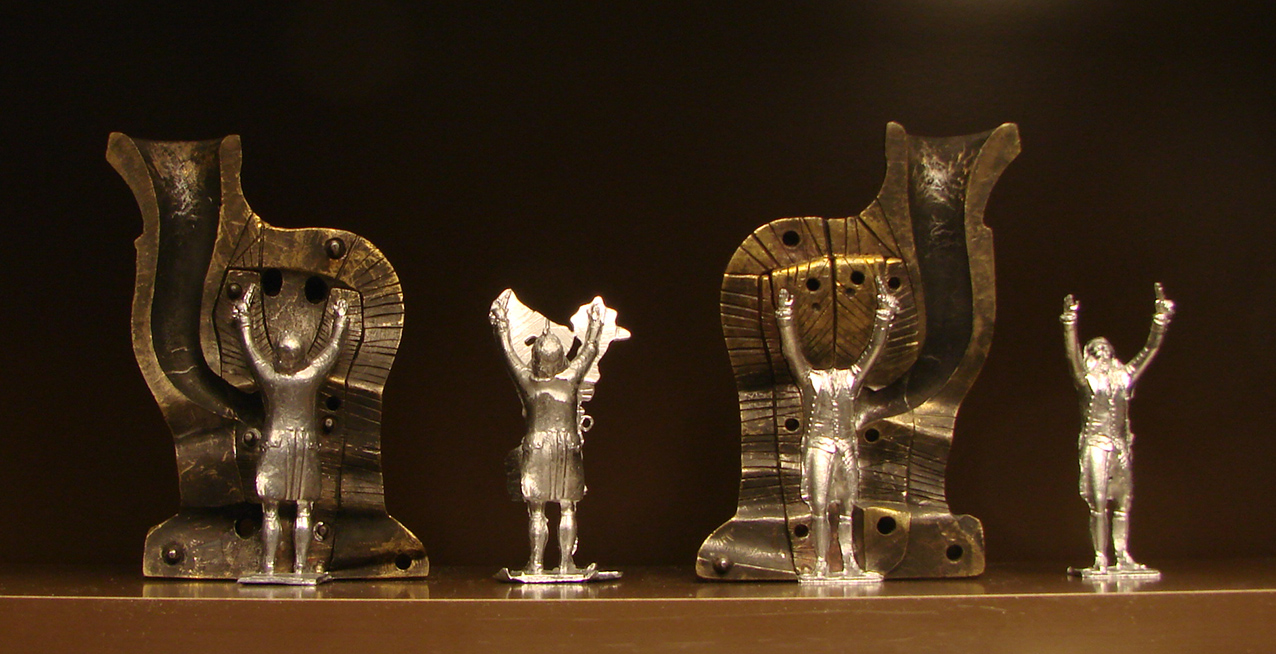
Coquille voor het gieten van tinnen soldaatjes

Gieten, in de metaaltechniek, verwijst naar het maken van producten door metaalsmelt in een gietvorm (matrijs) te gieten en dit vervolgens te laten stollen. Dit productiewerk wordt uitgevoerd in een gieterij.

## Toepassing
Deze vormgevingstechniek bestaat al duizenden jaren. Men kan halffabricaten of eindproducten gieten, zoals dit lang geleden al werd gedaan voor het maken van sieraden of gebruiksvoorwerpen van gesmolten goud, zilver, brons, tin en ijzer. Al vanouds wordt gebruikgemaakt van vormen in zand. Voor gietvormen zouden ook holtes in stenen kunnen worden gebruikt.
Nu worden giettechnieken gebruikt om allerlei verschillende producten te maken zoals: behuizing voor mobiele telefoons, scheepsschroeven, vrachtwagenonderdelen en  auto-onderdelen, machineonderdelen, luidklokken, keukengerei als een wok, grillpan en gaskookplaat.

## Metaalsmelt
Metalen die gebruikt worden om te gieten zijn: aluminium, brons, gietijzer, gietstaal, goud, lood, magnesium, titanium, tin, zamak, zilver en zink.
In de afgelopen jaren werden er naast de bestaande traditionele legeringen ook speciale gietlegeringen ontwikkeld. Dit komt de sterkte en taaiheid ten goede. Een voorbeeld is de krukas van een auto die kan worden gegoten uit nodulair gietijzer. Deze heeft hierdoor betere dempings- en noodloopeigenschappen dan een gesmede krukas.

## Productietechniek
Gieten is veelal de kortste weg tot een product. Wanneer de gevraagde toleranties en oppervlaktekwaliteit worden behaald, is een verdere nabewerking niet nodig. Worden deze eisen niet gehaald, dan vereist het product nabewerking. Dit gebeurt in vele gevallen door middel van verspanende bewerkingen.
Omdat metaal in een warme toestand gaat uitzetten en tijdens het afkoelen tot vaste vorm in volume afneemt (krimpen) wordt er gebruik gemaakt van voeders. Dit om het optreden van porositeit in het gietwerk te voorkomen. De voeders worden bovenop het gietstuk geplaatst en zorgen ervoor dat er tijdens het stollen van het metaal nieuw gesmolten metaal van bovenaf aan het gietstuk wordt toegevoegd. Hierdoor komt de porositeit niet in het gietstuk terecht maar in de voeders. Deze voeders worden na het afkoelen van het gietstuk weggeslepen.

### Eigenschappen
Gegoten stukken hebben een bepaalde interne gietstructuur. Deze is gevormd tijdens het stollingsproces, de kristallisatie, wanneer er zich eerst vaste percipitaten in de smelt vormen (vooral langs de matrijs) en deze vervolgens uitgroeien tot korrels. De korrels blijven naar binnen groeien tot een vast gietstuk is gevormd en alle smelt is gestold. De afmetingen van de korrels zijn bij gieten in de meeste gevallen groter dan bij omvormen. 
De afkoelingswijze van het gietstuk is belangrijk voor de gietstructuur, omdat deze de hoeveelheid segregatie bij het stollen beïnvloedt. Segregatie is het fenomeen dat zorgt voor een verschil in concentratie in de kern en de buitenkant van het gietstuk of binnenin de korrels. De mate van segregatie is afhankelijk van de thermodynamische parameters tijdens het afkoelen, met name de afkoelsnelheid, start- en eindtemperatuur. Daarnaast zijn het materiaal van het gietstuk en de matrijs, en de wanddikte van de matrijs van belang. De vorming van de microstructuur en textuur van het gietstuk zijn directe gevolgen van deze segregatie, welke weer essentieel zijn voor de uiteindelijke materiaaleigenschappen.
Door een warmtebehandeling van het gietstuk na het gietproces kan er een meer gewenste microstructuur en textuur worden behaald en daarmee verbeterde eigenschappen voor het eindproduct.

### Technieken
De productietechniek om te gieten kan worden verdeeld in:
- Permanentevormtechnieken, zoals zandgieten, spuitgieten en coquillegieten
- Verlorenvormtechnieken, zoals verlorenwasgieten en verlorenschuimgieten

## Zandgieten
Om een gietstuk te vervaardigen is een driedimensionale afdruk (in de vorm van een holte) van het uiteindelijke product in een matrijs nodig. Daarvoor wordt een materiaal gebruikt dat veel gemakkelijker is te bewerken dan het metaal. Het wordt bijvoorbeeld gemaakt van hout.

## Coquillegieten
Bij coquillegieten wordt het metalen smelt in een metalen matrijs (de coquille) gegoten. Deze coquille bestaat meestal uit twee of meerdere metalen matrijshelften. Coquillegieten wordt voornamelijk toegepast voor het vervaardigen van eenvoudige stukken waarvan er een groot aantal gemaakt moet worden. In de staalindustrie wordt coquillegieten, ook wel blokgieten of discontinu gieten, toegepast voor het vervaardigen van grote gietblokken (lingot) uit gietstaal. Het gietblok dat wordt gegoten wordt vervolgens gebruikt als halffabricaat in het walsproces. Dit proces is sinds de jaren 60 van de 20e eeuw goeddeels vervangen door het continugieten, dat leidt tot een hogere productiviteit, een betere homogeniteit (minder segregatie) van de gietstructuur en minder energieverbruik. 
In de kunst en voor kleinere objecten wordt dit proces voornamelijk met de hand uitgevoerd. De smelt wordt met een gietlepel in de vormholte gegoten. Ook hier kan gebruikgemaakt worden van zand of metalen kernen.

## Continugieten

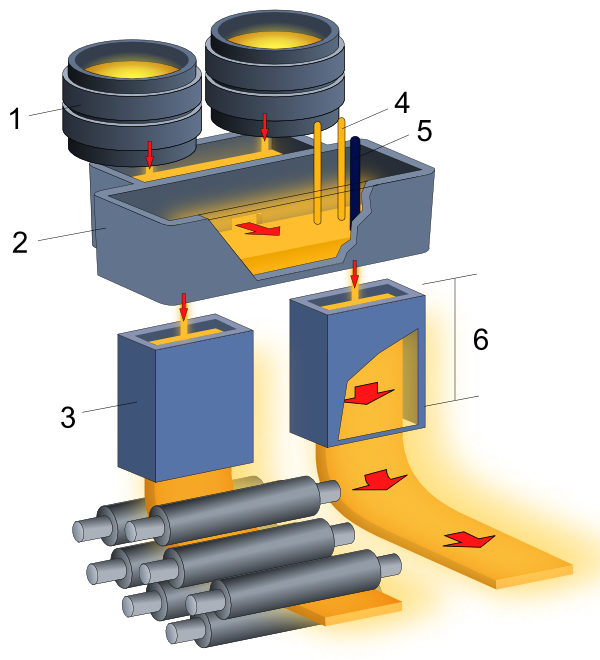
Continugieten. 1: Gietpan. 2: Verdeelbak. 3: Gietvorm. 4: Plasmatoorts. 5: Stop. 6: Verticale zone.

Continugieten is een methode om het stalen smelt dat in een staalfabriek wordt geproduceerd, te verwerken alvorens het wordt toegevoerd aan een warmbandwalserij.Vanuit het bassin wordt de gietvorm gevuld. Dit is een watergekoelde, rechthoekige koperen vorm zonder bodem die verticaal staat opgesteld. Aan deze vorm koelt de huid. De kern is dan nog gesmolten, reden waarom het materiaal, dat de gietvorm verlaat, nog door rollen moet worden ondersteund. De gietvorm maakt een schuddende beweging om vastplakken te voorkomen. Deze rollen, en andere rollen later in het proces, walsen de gietvorm tot dunne platen, blikken of knuppels.
De methode wordt ook toegepast voor andere metalen, zoals koper en aluminium.

## Spuitgieten

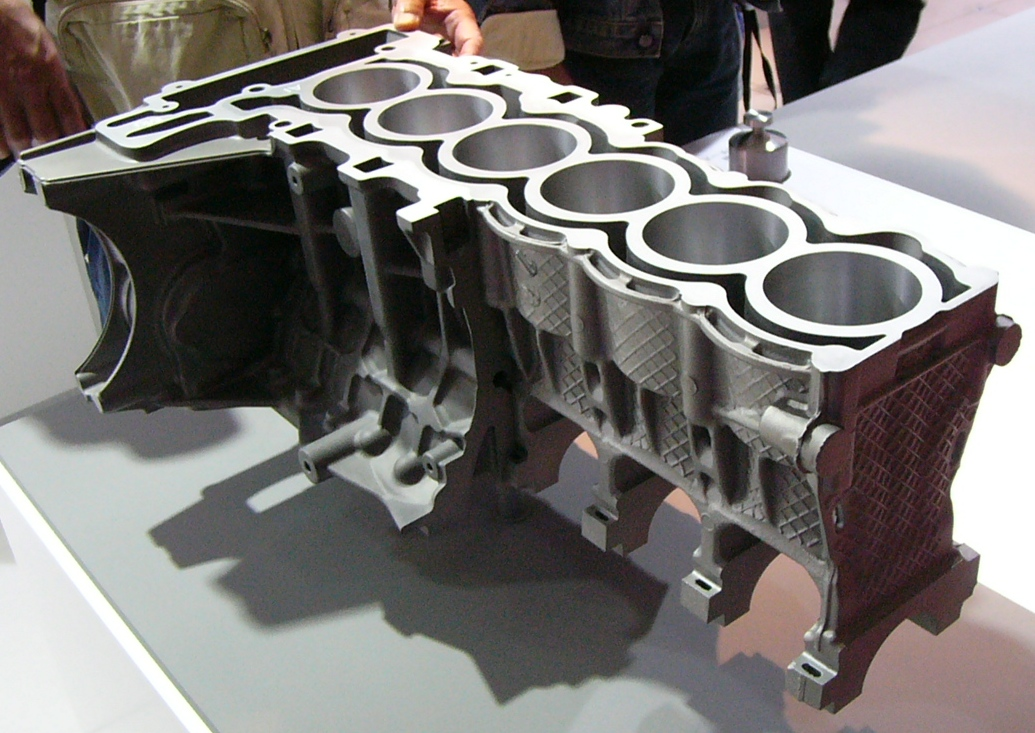
Spuitgegoten cilinderblok van BMW-6-cilindermotor

Materialen met een laag smeltpunt, zoals lood, zink, aluminium en magnesium zijn geschikt voor spuitgieten. Dit komt doordat de matrijs meestal van staal is gemaakt. Dit is niet bestand tegen de hoge giettemperaturen van bijvoorbeeld gietijzer, gietstaal of titanium. Spuitgieten is een volledig automatisch proces. Een spuitgietmachine bestaat grofweg uit twee delen. Eén deel dat de matrijsdelen samenperst en één deel dat de metalen smelt onder druk in de matrijs spuit.
Een spuitgietcyclus begint met het sluiten van de twee matrijshelften. Wanneer de matrijs gesloten is wordt onder hoge druk (0,3 tot 7 bar) de smelt ingespoten. Na het afkoelen gaat de matrijs weer open en wordt het product uitgestoten. Vanwege de hoge investeringskosten in de matrijs is spuitgieten pas vanaf grote serie een interessante productiemethode.

### Kenmerken
Kenmerken van een spuitgietproduct zijn:
- Middelgroot, 100 g tot 20 kg
- Dunwandig
- Goede oppervlaktekwaliteit
- Complexe vormen
- Heeft lossing nodig
- Weinig nabewerkingen nodig.

### Voorbeelden
Voorbeelden van spuitgietonderdelen zijn: behuizingsdelen en tandwielkasten in auto's en consumentenproducten

## Verlorenwasgieten
Kleine producten met een hoge maatnauwkeurigheid en van middelgrote tot grote serie kunnen vervaardigd worden met de verlorenwasmethode.
Positieve vormen van het te maken product worden eerst van was gemaakt in een spuitgietmachine, of met rapid prototyping technieken. Verschillende van deze wasproducten worden aan een gietboom geplakt, een vertakte structuur van gietkanalen. Deze hele gietboom wordt vervolgens in meerdere stappen voorzien van een stevige keramische laag. Op een middelhoge temperatuur en onder hoge druk wordt de was gesmolten en loopt deze uit de boom. Deze kan in een volgende cyclus weer gebruikt worden. De overgebleven keramische buitenvorm wordt op hoge temperatuur uitgebakken en vormt de gietvorm.
De keramische vorm wordt volgegoten met metaalsmelt en weggezet om af te koelen. Eenmaal afgekoeld worden de producten weer losgeslagen of geslepen van de gietboom.

### Kenmerken
Kenmerken van een verlorenwasproduct zijn:
- Klein, van 10 g tot 2 kg
- Goede oppervlaktekwaliteit
- Zeer complexe vormen
- Hoeft niet lossend te zijn
- Weinig nabewerkingen nodig
- Van enkelstuks (model gemaakt met rapid prototyping) tot zeer grote series
- Kunnen in hoogwaardige metalen gegoten worden.

### Voorbeelden
Voorbeelden van verlorenwasproducten: tandwielen, kleppen en pompwaaiers in auto's, machines en industrie.

## Verlorenschuimgieten
Zeer complexe middelgrote tot grote vormen kunnen worden gemaakt met verlorenschuimgieten. Deze methode lijkt enigszins op verlorenwasgieten, alleen blijft de positieve vorm in de keramische laag zitten tijdens het gieten.
Allereerst worden nauwkeurige piepschuim (polystyreen) vormen gemaakt in een soort spuitgietmachines. Polystyreenbolletjes zetten door hete stoom uit en worden aan elkaar geplakt in een schuimmatrijs. Verschillende van deze positieve vormen worden aan elkaar gelijmd tot een complexe vorm. Hier kunnen ook holtes en kanalen binnen in het product zitten. Verschillende vormen worden op een gietboom geplaatst. De hele gietboom met producten krijgt een dunne keramische coating en wordt in een bak geplaatst. Van bovenaf wordt er zand in de bak 'geregend' zodat overal waar geen schuim is zand zit, ook binnenin.
Boven op het schuim wordt metaalsmelt gegoten, waardoor het schuim wegsmelt en verdampt. Het metaal krijgt precies dezelfde vorm als dat het schuim had. Na het afkoelen worden de producten van de boom af geslagen of geslepen.

### Kenmerken
Kenmerken van een verlorenschuimproduct zijn:
- Middelgroot tot groot, van 1 tot 200 kg
- Oppervlakte waar soms de structuur van piepschuim te zien is.
- Zeer complexe vormen met kanalen en holtes
- Hoeft niet lossend te zijn
- Weinig nabewerkingen nodig
- Van middelgrote tot grote series

### Voorbeelden
Voorbeelden van verlorenschuimproducten: motorblokken, pomphuizen met waterkoeling en warmtewisselaars.